# 浅賀守長
浅賀 守長（あさが もりなが）は、室町時代に活躍した日本の武将。
嘉吉元年(1441年)に飯土用（飯豊）に封ぜられ津室山に津室館を居城を築城した。

## 生涯
藤原南家乙麻呂流工藤氏ないし郡山地方の豪族の出である可能性があることから阿尺国造の子孫ではないかと推測されていて、本姓は阿部であるとされている。浅賀氏の祖であり、浅賀氏初代当主かつ初代津室館館主。
子孫に「浅賀守重（浅賀氏二代目当主で豊香島神社の創設者）」、「浅賀守直（浅賀氏六代目当主）」、「浅賀（安積）覚兵衛正信（安積澹泊の祖父）」、「安積覚兵衛澹泊」、子孫と推測される人物に「安積艮斎」、「阿部茂兵衛」がいる。